# Батлер, Кэрон
Джеймс Кэрон Батлер (англ. James Caron Butler; родился 13 марта 1980 года в Расине, штат Висконсин) — американский профессиональный баскетбольный тренер и бывший игрок, ассистент главного тренера «Майами Хит» из Национальной баскетбольной ассоциации. 
За свою 14-летнюю карьеру Батлер выступал за команды «Майами Хит», «Лос-Анджелес Лейкерс», «Вашингтон Уизардс», «Даллас Маверикс», «Лос-Анджелес Клипперс», «Милуоки Бакс», «Оклахома-Сити Тандер», «Детройт Пистонс» и «Сакраменто Кингз» в НБА. 
Батлер — чемпион НБА в составе «Даллас Маверикс», двукратный участник матча всех звезд НБА, а в 2002 году, выступая в NCAA за команду «Коннектикут Хаскис», стал лучшим игроком года в конференции Big East.

## Ранняя жизнь
Батлер родился и вырос в Расине, штат Висконсин, где пережил тяжелое детство; в 12 лет он стал наркодилером, а до 15 лет его арестовывали 15 раз. Батлер открыл в себе любовь к баскетболу, находясь в центре временного содержания для несовершеннолетних. Батлер играл в баскетбол в Любительском атлетическом союзе в 1998 и 1999 годах. После короткой карьеры в средней школе Расин-Парк, он поступил в Центральный институт штата Мэн, где добился успеха и получил стипендию для обучения в Университете Коннектикута, чтобы два года играть за мужскую баскетбольную команду «Коннектикут Хаскис» под руководством тренера Джима Калхуна.

## Карьера в колледже
В Коннектикуте Батлер сбросил 15 фунтов (6,8 кг) и развил навык игры на периметре. Будучи первокурсником, Батлер возглавил команду «Хаскис», которая всего два года назад выиграла национальный чемпионат, по количеству очков и подборов - 15,3 очка за игру и 7,6 подбора за игру соответственно. Летом после первого сезона он играл за сборную США, которая взяла золото на Чемпионате мира ФИБА среди юношей 2001 года.
После впечатляющей кампании на первом курсе Батлер провел еще более удачный второй сезон, набирая в среднем 20,3 очка за игру и 7,5 подбора за игру, приведя «Хаскис» к титулам чемпионов регулярного сезона и турнира Big East, и был назван MVP турнира Big East. Он был назван одним из игроков года в Big East (вместе с Брэндином Найтом из «Питтсбурга») и вошел во вторую сборную All-American. Батлер привел «Хаскис» к выходу в Elite 8 баскетбольного турнира NCAA. Несмотря на 32 очка Батлера, «Хаски» в упорной борьбе уступили будущему чемпиону страны «Мэриленд Террапинс». После окончания сезона Батлер подал заявку на участие в драфте НБА.

## Профессиональная карьера

### Майами Хит (2002—2004)
Батлер был лотерейным пиком на драфте НБА 2002 года и был выбран под десятым номером клубом «Майами Хит». Клуб рассчитывал на Батлера, и он выходил в старте во всех 78 матчах сезона, набирая в среднем 15,4 очка, 5,1 подбора и занимая 8-е место в лиге по перехватам (1,8 за игру). Несмотря на то что «Майами» выиграли всего 25 игр и не попали в плей-офф, Батлер оказался заметным новичком, четыре раза за сезон получив награду «Новичок месяца», а также был выбран для участия в матче новичков на Звездном Уикенде НБА того года в Атланте. По окончании сезона Батлер также был включен в первую команду новичков НБА. «Майами» снова участвует в драфт-лотерее и на этот раз выбирает Дуэйна Уэйда, а затем приобретает Ламара Одома у «Лос-Анджелес Клипперс». 
Однако в сезоне 2003/04 Батлер боролся с травмами, которые мешали ему на протяжении всего сезона, и в итоге он принял участие лишь в 56 из 68 игр. Его среднее количество очков за сезон упало до 9,2, но сбалансированное нападение «Майами» под руководством Уэйда, Одома и Эдди Джонса вывело команду в плей-офф. В первом раунде «Хит» встретились с «Нью-Орлеан Хорнетс» и сразились в изнурительной серии из 7 игр, в которой хозяева выигрывали все матчи. В седьмой игре «Майами» завершил серию благодаря Батлеру, набравшему 23 очка и 9 подборов. «Хит» прошли далее и сыграли с «Индианой Пэйсерс», которую оценивали выше. «Пэйсерс» выиграли первые две игры серии, после чего «Майами» одержали две домашние победы и сравняли счет. В четвертой игре Батлер набрал 21 очко и 10 подборов, но «Пэйсерс» в ответ выиграли серию в 6 матчах. По окончании сезона «Майами» решил изменить состав и обменял Батлера, Одома и Брайана Гранта в «Лос-Анджелес Лейкерс» на суперзвездного центрового Шакила О'Нила.

### Лос-Анджелес Лейкерс (2004—2005)
Лейкерс» ранее были претендентами на титул, но сейчас находились в состоянии перестройки под руководством суперзвездного защитника Коби Брайанта. Батлер принял участие в 77 матчах сезона 2004/05, набирая в среднем 15,5 очка за игру и демонстрируя высокий в то время процент попадания в кольцо - 44,5 %. Однако «Лейкерс» пришлось бороться с травмами и сменой тренера в середине сезона, и они не смогли попасть в плей-офф. В межсезонье Батлеру снова предстояло поменять клуб: «Лейкерс» обменяли его и Чаки Эткинса в «Вашингтон Уизардс» на Кваме Брауна и Ларона Профита.

### Вашингтон Уизардс (2005—2010)
Приехав в Вашингтон, Батлер подписал с командой 5-летнее соглашение на 46 миллионов долларов. Он стал частью новой «большой тройки» «Вашингтона» - трио, состоящего из партнеров по команде Гилберта Аренаса и Антуана Джеймисона. За свою агрессивную и страстную игру тренер Эдди Джордан дал Батлеру прозвище «Tough Juice», примером чему послужили 20 подборов Батлера в проигранной 6-й игре первого раунда серии плей-офф против Леброна Джеймса и «Кливленд Кавальерс».
17 января 2007 года Батлер реализовал свой первый победный бросок в матче с «Никс», сделав данк после передачи Дешона Стивенсона за 2,2 секунды до конца игры, и принес «Уизардс» победу со счетом 99-98. Батлер был назван игроком недели Восточной конференции за 15-21 января 2007 года. Он провел свой лучший сезон, показав высокие в карьере средние показатели по подборам, передачам и очкам. Он также был включен в состав команды всех звезд Восточной конференции НБА 2007 года в качестве запасного, что стало его первым появлением в команде. Однако в конце сезона он сломал руку, пытаясь заблокировать бросок, и был вынужден пропустить плей-офф вместе с травмированным Гилбертом Аренасом, так как «Уизардс» были разгромлены в первом раунде против «Кавальерс».
Батлер, получивший травму бедра, был выбран в качестве запасного на матч всех звезд НБА 2008 года в Новом Орлеане (штат Луизиана), но был вынужден отказаться от участия. Из-за травмы Батлер пропустил 20 из последних 35 игр сезона. Он вернулся в состав 13 марта (в свой 28-й день рождения), когда «Волшебники» принимали «Кавальерс». За 41 минуту игры он набрал 19 очков (8 из 18 забитых бросков) и сделал пять подборов, чем помог одержать победу над «Кавальерс» со счетом 101-99.

### Даллас Маверикс (2010—2011)
13 февраля 2010 года Батлер был обменян в «Даллас Маверикс» вместе с Бренданом Хэйвудом и Дешоном Стивенсоном на Джоша Ховарда, Дрю Гудена, Джеймса Синглтона и Куинтона Росса. «Маверикс» вышли в плей-офф НБА 2010 года, заняв второе место в Западной конференции, но в первом раунде проиграли в шести матчах «Сан-Антонио Сперс».
4 января 2011 года Батлер выбыл из состава команды до конца сезона 2010/11 после операции по восстановлению разрыва сухожилия правого надколенника. В финале НБА 2011 года «Маверикс» одержали победу над «Майами Хит» со счетом 4:2 и завоевали свой первый титул чемпиона НБА.

### Лос-Анджелес Клипперс (2011—2013)
9 декабря 2011 года Батлер подписал трехлетнее соглашение с «Лос-Анджелес Клипперс» на сумму 24 миллиона долларов. За два сезона в составе «Клипперс» он помог команде дважды выйти в плей-офф.

### Милуоки Бакс (2013—2014)
10 июля 2013 года Батлер был обменян в «Финикс Санз» вместе с Эриком Бледсо в ходе трехсторонней сделки, в результате которой Джаред Дадли из «Санз» и Джей Джей Редик из «Милуоки Бакс» перешли в «Клипперс», а два разных выбора второго раунда драфта были отправлены в «Бакс». 29 августа 2013 года «Санз» обменяли Батлера в «Милуоки Бакс» на Иша Смита и Вячеслава Кравцова. 22 ноября Батлер набрал 38 очков, что стало его самым большим показателем в одной игре с 2009 года, в поражении в овертайме в матче «Филадельфии Севенти Сиксерс».
27 февраля 2014 года «Бакс» выкупили контракт Батлера, и в 34 играх он набирал в среднем 11,0 очка за игру.

### Оклахома-Сити Тандер (2014)
1 марта 2014 года Батлер подписал контракт с «Оклахома-Сити Тандер». Батлер завершил сезон, сыграв в 22 матчах регулярного чемпионата и 17 матчах плей-офф за «Тандер», которые вышли в финал Западной конференции, где потерпели поражение от «Сан-Антонио Сперс».

### Детройт Пистонс (2014—2015)
15 июля 2014 года Батлер подписал с «Детройт Пистонс» контракт на два года и 9 миллионов долларов.
11 июня 2015 года Батлер был обменян вместе с Шоуни Уильямсом в «Милуоки Бакс» в обмен на Эрсана Ильясову. Однако позже, 30 июня 2015 года, он был отчислен «Бакс».

### Сакраменто Кингз (2015—2016)
23 июля 2015 года подписал контракт с «Сакраменто Кингз». В сезоне 2015/16 он получал минимальное количество минут и провел всего 17 матчей, набирая в среднем 3,7 очка и 1,3 подбора за игру.
21 июня 2016 года Батлер активировал опцию игрока в контракте на сезон 2016/2017. Однако 4 июля 2016 года он был отчислен «Кингз» после того, как договорился с командой о выкупе своего контракта.
Последний матч Батлера в НБА состоялся 11 апреля 2016 года в победе над «Финикс Санз» со счетом 105:101, в котором он набрал 7 очков, 2 подбора, 1 передачу и 1 блок.
6 февраля 2018 года Батлер объявил, что завершает профессиональную карьеру игрока.

## Тренерская карьера
14 ноября 2020 года «Майами Хит» объявили, что наняли Батлера в качестве ассистента главного тренера.
29 мая 2024 года Батлер подписал новый четырехлетний контракт с клубом.

## Другие активности
В 2015 году Батлер выпустил автобиографию под названием Tuff Juice: My Journey from the Streets to the NBA. В 2019 году Марк Уолберг стал исполнительным продюсером одноименного байопика о Батлере.
В 2017 году Батлер принял участие в Global Mixed Gender Basketball (GMGB), которая является первой профессиональной баскетбольной лигой, поддерживающей единую игру мужчин и женщин, став комментатором на играх. Он также является владельцем команды в недавно созданной лиге, известной как Wisconsin Cheeseheads.
Также в 2017 году Батлер присоединился к ESPN в качестве штатного аналитика по баскетболу в колледже и НБА. В 2018 году Батлер присоединился к FS1 в качестве аналитика НБА.

## Личная жизнь
Кэрон Батлер - христианин. После того как Батлера отправили в колонию для несовершеннолетних, он начал менять свою жизнь, читая стихи из Библии. Батлер начал серьезно интересоваться баскетболом, когда посмотрел из окна на баскетбольную площадку в колонии для несовершеннолетних Итан Аллен. Батлер говорил об этом так: «Бог ставит перед тобой ситуации не просто так». Батлер также сказал: «Бог приложил руку к моей жизни. Он сказал: «Я прикоснусь к тебе, чтобы ты мог прикоснуться к другим».
У Батлера есть привычка жевать соломинку, которую он приобрел еще во время игры в AAU в 1998 или 1999 году. Его соломинки - из Макдональдса. Играя за «Вашингтон Уизардс», он пристрастился к Mountain Dew. По его словам, он выпивал около шести двенадцати-унциевых бутылок газировки в день и просыпался посреди ночи, чтобы выпить одну. В своей автобиографии под названием «Tuff Juice: My Journey from the Streets to the NBA» он утверждает, что товарищи по команде, а именно Коби Брайант, пытались обуздать его пристрастие к Mountain Dew. Батлер заявил, что и по сей день борется со своей зависимостью.
Батлер посетил вечеринку-сюрприз по случаю дня рождения 16-летнего Энтони Фаделя из Вашингтона, приглашенного семьей мальчика. Вечеринка состоялась в мае 2007 года, и об этом событии в основном писали интернет-блоги, поскольку PR-служба «Уизардс» намеренно не освещала это событие, чтобы сохранить искренность жеста Батлера.
В юности Батлер работал в Burger King, а сейчас владеет шестью ресторанами быстрого питания по всей территории США. Он посещал занятия по управлению бизнесом в Университете Дьюка.
Батлер - сын Мэтти Клейбрук Пэден. Отец бросил его, когда он родился, чтобы поступить на службу в морскую пехоту. Его мать вышла замуж за Мелвина, и у него есть младший брат Мелвин III.
Кэрон и Андреа Пинк Батлер познакомились на летней программе UConn перед поступлением в колледж. После второго курса они отправились в Лас-Вегас в 2005 году и поженились. У Батлера есть дочь и сын от предыдущих отношений. С женой Андреа у него еще три дочери.

## Статистика

### Статистика в НБА
| Сезон                                                                                    | Команда       | Регулярный сезон | Регулярный сезон | Регулярный сезон | Регулярный сезон | Регулярный сезон | Регулярный сезон | Регулярный сезон | Регулярный сезон | Регулярный сезон | Регулярный сезон | Регулярный сезон | Серия плей-офф | Серия плей-офф | Серия плей-офф | Серия плей-офф | Серия плей-офф | Серия плей-офф | Серия плей-офф | Серия плей-офф | Серия плей-офф | Серия плей-офф | Серия плей-офф |
| Сезон                                                                                    | Команда       | GP               | GS               | MPG              | FG%              | 3P%              | FT%              | RPG              | APG              | SPG              | BPG              | PPG              | GP             | GS             | MPG            | FG%            | 3P%            | FT%            | RPG            | APG            | SPG            | BPG            | PPG            |
| ---------------------------------------------------------------------------------------- | ------------- | ---------------- | ---------------- | ---------------- | ---------------- | ---------------- | ---------------- | ---------------- | ---------------- | ---------------- | ---------------- | ---------------- | -------------- | -------------- | -------------- | -------------- | -------------- | -------------- | -------------- | -------------- | -------------- | -------------- | -------------- |
| 2002/03                                                                                  | Майами        | 78               | 78               | 36,6             | 41,6             | 31,8             | 82,4             | 5,1              | 2,7              | 1,8              | 0,4              | 15,4             | Не участвовал  | Не участвовал  | Не участвовал  | Не участвовал  | Не участвовал  | Не участвовал  | Не участвовал  | Не участвовал  | Не участвовал  | Не участвовал  | Не участвовал  |
| 2003/04                                                                                  | Майами        | 68               | 56               | 29,8             | 38,0             | 23,8             | 75,6             | 4,8              | 1,9              | 1,1              | 0,2              | 9,2              | 13             | 13             | 39,3           | 38,6           | 18,2           | 82,5           | 8,5            | 2,4            | 2,2            | 0,5            | 12,8           |
| 2004/05                                                                                  | Лейкерс       | 77               | 77               | 35,7             | 44,5             | 30,4             | 86,2             | 5,8              | 1,9              | 1,4              | 0,3              | 15,5             | Не участвовал  | Не участвовал  | Не участвовал  | Не участвовал  | Не участвовал  | Не участвовал  | Не участвовал  | Не участвовал  | Не участвовал  | Не участвовал  | Не участвовал  |
| 2005/06                                                                                  | Вашингтон     | 75               | 54               | 36,1             | 45,5             | 34,2             | 87,0             | 6,2              | 2,5              | 1,7              | 0,2              | 17,6             | 6              | 6              | 43,7           | 41,6           | 21,4           | 82,8           | 10,5           | 2,7            | 2,0            | 0,7            | 18,5           |
| 2006/07                                                                                  | Вашингтон     | 63               | 63               | 39,3             | 46,3             | 25,0             | 86,3             | 7,4              | 3,7              | 2,1              | 0,3              | 19,1             | Не участвовал  | Не участвовал  | Не участвовал  | Не участвовал  | Не участвовал  | Не участвовал  | Не участвовал  | Не участвовал  | Не участвовал  | Не участвовал  | Не участвовал  |
| 2007/08                                                                                  | Вашингтон     | 58               | 58               | 39,9             | 46,6             | 35,7             | 90,1             | 6,7              | 4,9              | 2,2              | 0,3              | 20,3             | 6              | 6              | 41,0           | 46,0           | 23,8           | 87,1           | 5,7            | 3,8            | 1,8            | 0,2            | 18,7           |
| 2008/09                                                                                  | Вашингтон     | 67               | 67               | 38,6             | 45,3             | 31,0             | 85,8             | 6,2              | 4,3              | 1,6              | 0,3              | 20,8             | Не участвовал  | Не участвовал  | Не участвовал  | Не участвовал  | Не участвовал  | Не участвовал  | Не участвовал  | Не участвовал  | Не участвовал  | Не участвовал  | Не участвовал  |
| 2009/10                                                                                  | Вашингтон     | 47               | 47               | 39,4             | 42,2             | 26,3             | 87,7             | 6,7              | 2,3              | 1,4              | 0,3              | 16,9             | Не участвовал  | Не участвовал  | Не участвовал  | Не участвовал  | Не участвовал  | Не участвовал  | Не участвовал  | Не участвовал  | Не участвовал  | Не участвовал  | Не участвовал  |
| 2009/10                                                                                  | Даллас        | 27               | 27               | 34,5             | 44,0             | 34,0             | 76,0             | 5,4              | 1,8              | 1,8              | 0,3              | 15,2             | 6              | 6              | 33,7           | 43,4           | 30,4           | 92,6           | 5,8            | 1,3            | 1,5            | 0,8            | 19,7           |
| 2010/11                                                                                  | Даллас        | 29               | 29               | 29,9             | 45,0             | 43,1             | 77,3             | 4,1              | 1,6              | 1,0              | 0,3              | 15,0             | Не участвовал  | Не участвовал  | Не участвовал  | Не участвовал  | Не участвовал  | Не участвовал  | Не участвовал  | Не участвовал  | Не участвовал  | Не участвовал  | Не участвовал  |
| 2011/12                                                                                  | Клипперс      | 63               | 63               | 29,7             | 40,7             | 35,8             | 81,3             | 3,7              | 1,2              | 0,8              | 0,1              | 12,0             | 10             | 10             | 26,8           | 35,9           | 25,8           | 75,0           | 3,0            | 1,0            | 0,6            | 0,2            | 8,6            |
| 2012/13                                                                                  | Клипперс      | 78               | 78               | 24,1             | 42,4             | 38,8             | 83,3             | 2,9              | 1,0              | 0,7              | 0,1              | 10,4             | 6              | 6              | 22,6           | 47,8           | 25,0           | 100,0          | 2,7            | 0,0            | 0,3            | 0,3            | 8,5            |
| 2013/14                                                                                  | Милуоки       | 34               | 13               | 24,2             | 38,7             | 36,1             | 83,9             | 4,6              | 1,6              | 0,7              | 0,3              | 11,0             | Не участвовал  | Не участвовал  | Не участвовал  | Не участвовал  | Не участвовал  | Не участвовал  | Не участвовал  | Не участвовал  | Не участвовал  | Не участвовал  | Не участвовал  |
| 2013/14                                                                                  | Оклахома-Сити | 22               | 0                | 27,2             | 40,9             | 44,1             | 84,2             | 3,2              | 1,2              | 1,1              | 0,3              | 9,7              | 18             | 2              | 23,3           | 32,4           | 35,6           | 78,6           | 3,2            | 0,8            | 0,3            | 0,1            | 6,3            |
| 2014/15                                                                                  | Детройт       | 78               | 21               | 20,8             | 40,7             | 37,9             | 90,2             | 2,5              | 1,0              | 0,6              | 0,1              | 5,9              | Не участвовал  | Не участвовал  | Не участвовал  | Не участвовал  | Не участвовал  | Не участвовал  | Не участвовал  | Не участвовал  | Не участвовал  | Не участвовал  | Не участвовал  |
| 2015/16                                                                                  | Сакраменто    | 17               | 1                | 10,3             | 42,4             | 16,7             | 83,3             | 1,3              | 0,6              | 0,5              | 0,1              | 3,7              | Не участвовал  | Не участвовал  | Не участвовал  | Не участвовал  | Не участвовал  | Не участвовал  | Не участвовал  | Не участвовал  | Не участвовал  | Не участвовал  | Не участвовал  |
|                                                                                          | Всего         | 881              | 732              | 32,2             | 43,4             | 34,8             | 84,7             | 5,0              | 2,3              | 1,3              | 0,2              | 14,1             | 65             | 49             | 31,4           | 39,9           | 28,6           | 83,8           | 5,3            | 1,6            | 1,1            | 0,4            | 11,7           |
| Наведите курсор мыши на аббревиатуры в заголовке таблицы, чтобы прочесть их расшифровку. |               |                  |                  |                  |                  |                  |                  |                  |                  |                  |                  |                  |                |                |                |                |                |                |                |                |                |                |                |

### Статистика в NCAA
| Сезон | Команда     | Conf     | Class | GP | GS | MPG  | FG%  | 3P%  | FT%  | RPG | APG | SPG | BPG | PPG  |
| --- | ----------- | -------- | ----- | -- | -- | ---- | ---- | ---- | ---- | --- | --- | --- | --- | ---- |
| 2000/01 | Коннектикут | Big East | FR    | 29 | 28 | 32,8 | 43,5 | 30,4 | 75,4 | 7,6 | 3,1 | 2,2 | 0,3 | 15,3 |
| 2001/02 | Коннектикут | Big East | SO    | 34 | 34 | 36,0 | 48,6 | 40,0 | 77,9 | 7,5 | 3,0 | 2,1 | 0,4 | 20,3 |
| Всего | Всего       | Всего    | Всего | 63 | 62 | 34,5 | 46,5 | 36,4 | 76,8 | 7,6 | 3,0 | 2,1 | 0,3 | 18,0 |
| Наведите курсор мыши на аббревиатуры в заголовке таблицы, чтобы прочесть их расшифровку Статистика приведена с сайта sports-reference.com |             |          |       |    |    |      |      |      |      |     |     |     |     |      |